# Hurbanova Ves
Hurbanova Ves este o comună slovacă, aflată în districtul Senec din regiunea Bratislava. Localitatea se află la altitudinea de 125 m deasupra n.m., se întinde pe o suprafață de 5,41 km2 și în 2017 număra 342 de locuitori.

## Demografie
| An:                | 1994 | 2004    | 2014    | 2024     |
| ------------------ | ---- | ------- | ------- | -------- |
| Număr de persoane: | 212  | 263     | 303     | 702      |
| Diferență:         |      | +24,05% | +15,20% | +131,68% |

| An:                | 2023 | 2024   |
| ------------------ | ---- | ------ |
| Număr de persoane: | 682  | 702    |
| Diferență:         |      | +2,93% |